# Episodi de Il mio amico marziano (seconda stagione)
La seconda stagione della serie televisiva Il mio amico marziano è andata in onda negli Stati Uniti dal 27 settembre 1964 al 27 giugno 1965 sulla CBS.
| nº | Titolo originale                                                    | Prima TV USA      | Titolo italiano | Prima TV Italia |
| -- | ------------------------------------------------------------------- | ----------------- | --------------- | --------------- |
| 1  | Dreaming Can Make It So                                             | 27 settembre 1964 |                 |                 |
| 2  | The Memory Pill                                                     | 4 ottobre 1964    |                 |                 |
| 3  | Three to Make Ready                                                 | 11 ottobre 1964   |                 |                 |
| 4  | Nothing But the Truth                                               | 18 ottobre 1964   |                 |                 |
| 5  | Dial M for Martin                                                   | 25 ottobre 1964   |                 |                 |
| 6  | Extra! Extra! Sensory Perception!                                   | 1º novembre 1964  |                 |                 |
| 7  | My Uncle the Folk Singer                                            | 8 novembre 1964   |                 |                 |
| 8  | The Great Brain Robbery                                             | 15 novembre 1964  |                 |                 |
| 9  | Double Trouble                                                      | 22 novembre 1964  |                 |                 |
| 10 | Has Anybody Seen My Electro-Magnetic Neutron Converting Gravitator? | 29 novembre 1964  |                 |                 |
| 11 | Don't Rain on My Parade                                             | 6 dicembre 1964   |                 |                 |
| 12 | Night Life of Uncle Martin                                          | 13 dicembre 1964  |                 |                 |
| 13 | To Make a Rabbit Stew, First Catch a Martian                        | 20 dicembre 1964  |                 |                 |
| 14 | Won't You Come Home, Uncle Martin, Won't You Come Home?             | 27 dicembre 1964  |                 |                 |
| 15 | The Case of the Missing Sleuth                                      | 3 gennaio 1965    |                 |                 |
| 16 | How Are Things in Glocca, Martin?                                   | 10 gennaio 1965   |                 |                 |
| 17 | Gesundheit, Uncle Martin                                            | 24 gennaio 1965   |                 |                 |
| 18 | Martian Report #1                                                   | 31 gennaio 1965   |                 |                 |
| 19 | Uncle Martin and the Identified Flying Object                       | 7 febbraio 1965   |                 |                 |
| 20 | A Martian Fiddles Around                                            | 14 febbraio 1965  |                 |                 |
| 21 | Humbug, Mrs. Brown                                                  | 21 febbraio 1965  |                 |                 |
| 22 | Crash Diet                                                          | 28 febbraio 1965  |                 |                 |
| 23 | Gone But Not Forgotten                                              | 7 marzo 1965      |                 |                 |
| 24 | Stop, or I'll Steam                                                 | 14 marzo 1965     |                 |                 |
| 25 | The Magnetic Personality and Who Needs It                           | 21 marzo 1965     |                 |                 |
| 26 | We Love You, Miss Pringle                                           | 28 marzo 1965     |                 |                 |
| 27 | Uncle Baby                                                          | 4 aprile 1965     |                 |                 |
| 28 | Once Upon a Martian Mother's Day                                    | 11 aprile 1965    |                 |                 |
| 29 | Uncle Martin's Bedtime Story                                        | 25 aprile 1965    |                 |                 |
| 30 | 006 3/4                                                             | 2 maggio 1965     |                 |                 |
| 31 | Never Trust a Naked Martian                                         | 9 maggio 1965     |                 |                 |
| 32 | Martin's Favorite Martin                                            | 16 maggio 1965    |                 |                 |
| 33 | The Martian's Fair Hobo                                             | 23 maggio 1965    |                 |                 |
| 34 | A Martian Sonata in Mrs. B's Flat                                   | 30 maggio 1965    |                 |                 |
| 35 | The Green-Eyed Martian                                              | 6 giugno 1965     |                 |                 |
| 36 | El Señor from Mars                                                  | 13 giugno 1965    |                 |                 |
| 37 | Time Out for Martin                                                 | 20 giugno 1965    |                 |                 |
| 38 | Portrait in Brown                                                   | 27 giugno 1965    |                 |                 |

## Dreaming Can Make It So
- Prima televisiva: 27 settembre 1964

### Trama
- Guest star: Sandra Lynn (ballerino/a), Beatriz Monteil (ballerina), Lillian Buyeff (Maggie), Barbara McCall (ballerina)

## The Memory Pill
- Prima televisiva: 4 ottobre 1964

### Trama
- Guest star: David White (dottor Nichols)

## Three to Make Ready
- Prima televisiva: 11 ottobre 1964

### Trama
- Guest star: Jan Arvan (dottore Nelson), Sheldon Allman (agente di polizia Culbreth)

## Nothing But the Truth
- Prima televisiva: 18 ottobre 1964

### Trama
- Guest star: Yvonne White (Dulcy), Rory Stevens (Stanley), Don Keefer (Henry), Stafford Repp (sergente di polizia)

## Dial M for Martin
- Prima televisiva: 25 ottobre 1964

### Trama
- Guest star: Edward Colmans (Mr. Blackstone), Lee Krieger (Ted)

## Extra! Extra! Sensory Perception!
- Prima televisiva: 1º novembre 1964

### Trama
- Guest star: Leonid Kinskey (professore Hammershlag)

## My Uncle the Folk Singer
- Prima televisiva: 8 novembre 1964

### Trama
- Guest star: Pat Priest (Della Darwell), Stan Ross (Folk Singer), James Joyce (Folk Singer)

## The Great Brain Robbery
- Prima televisiva: 15 novembre 1964

### Trama
- Guest star: Frank Marth (capitano Edward Prescott), Keith Taylor (Eddie Prescott)

## Double Trouble
- Prima televisiva: 22 novembre 1964

### Trama
- Guest star: Mel Prestidge (Maitre d'), Irene Tsu (Leilani), Chief Sua (Machete and Fire Dancer)

## Has Anybody Seen My Electro-Magnetic Neutron Converting Gravitator?
- Prima televisiva: 29 novembre 1964

### Trama
- Guest star: Herbert Ellis (reporter Grinnel), June Dayton (zia Lily), Todd Baron (Peter), Bill Quinn (Mac)

## Don't Rain on My Parade
- Prima televisiva: 6 dicembre 1964

### Trama
- Guest star: Jan Arvan (Mr. Baldetti), Joseph Walsh (Ernest)

## Night Life of Uncle Martin
- Prima televisiva: 13 dicembre 1964

### Trama
- Guest star: Diane Libby (ragazza di Tim), Clarence Lung (Maitre D'), Hal Baylor (Harold), Dick Wilson (Davey), Joyce Jameson (Flossie)

## To Make a Rabbit Stew, First Catch a Martian
- Prima televisiva: 20 dicembre 1964

### Trama
- Guest star: Pamela Goodwin (Pammie Goodman), Ollie O'Toole (Man with Dog)

## Won't You Come Home, Uncle Martin, Won't You Come Home?
- Prima televisiva: 27 dicembre 1964

### Trama
- Guest star: Dodie Marshall (Imogene), J. Edward McKinley (Mr. Phelps), Mikki Jamison (Debbie)

## The Case of the Missing Sleuth
- Prima televisiva: 3 gennaio 1965

### Trama
- Guest star: Michael Constantine (Collins)

## How Are Things in Glocca, Martin?
- Prima televisiva: 10 gennaio 1965

### Trama
- Guest star: Sean McClory (Seamus O'Hara), Virginia Gregg (Eileen McGinty)

## Gesundheit, Uncle Martin
- Prima televisiva: 24 gennaio 1965

### Trama
- Guest star:

## Martian Report #1
- Prima televisiva: 31 gennaio 1965

### Trama
- Guest star: Katie Sweet (Doris), Mary Gregory (Mrs. Perkins), Olan Soule (Investigator)

## Uncle Martin and the Identified Flying Object
- Prima televisiva: 7 febbraio 1965

### Trama
- Guest star: Vaughn Taylor (professore Clemmens)

## A Martian Fiddles Around
- Prima televisiva: 14 febbraio 1965

### Trama
- Guest star: Ernest Sarracino (Amalfi), Michael Pataki (Johnny)

## Humbug, Mrs. Brown
- Prima televisiva: 21 febbraio 1965

### Trama
- Guest star: Ray Kellogg (poliziotto), Paul Sorensen (poliziotto), Harry Lauter (detective Smithers), Len Lesser (Hank), Gloria Marshall (Police Dispatcher)

## Crash Diet
- Prima televisiva: 28 febbraio 1965

### Trama
- Guest star: Bern Hoffman (Fred), Sue Randall (Miss Turner), Cliff Norton (Albert Leyton), Marge Redmond (madre), Jimmy Gaines (Edgar)

## Gone But Not Forgotten
- Prima televisiva: 7 marzo 1965

### Trama
- Guest star: Hedley Mattingly (Gerald Waley), Dick Winslow (sergente Leffler), Ralph Smiley (Roscoe, voice)

## Stop, or I'll Steam
- Prima televisiva: 14 marzo 1965

### Trama
- Guest star: Harry Lauter (Marvin), Arthur Peterson (dottore)

## The Magnetic Personality and Who Needs It
- Prima televisiva: 21 marzo 1965

### Trama
- Guest star: Herbie Faye (Andy Fuller), Lillian Culver (Mrs. Peabody)

## We Love You, Miss Pringle
- Prima televisiva: 28 marzo 1965

### Trama
- Guest star: Melinda Plowman (Sally), Randy Kirby (George), Doris Packer (Miss Pringle), Harry Holcombe (Joseph Arons)

## Uncle Baby
- Prima televisiva: 4 aprile 1965

### Trama
- Guest star: Monroe Arnold (dottore), Jackie Russell (infermiera 2), Natalie Masters (infermiera 1), Page Slattery (Junior)

## Once Upon a Martian Mother's Day
- Prima televisiva: 11 aprile 1965

### Trama
- Guest star: Richard Reeves (detective), James Millhollin (Mr. Hoskins), Madge Blake (Cora Darling), Sara Haden (Dora Darling)

## Uncle Martin's Bedtime Story
- Prima televisiva: 25 aprile 1965

### Trama
- Guest star:

## 006 3/4
- Prima televisiva: 2 maggio 1965

### Trama
- Guest star: Susanne Cramer (Kitty), Dan Seymour (uomo grasso), Les Tremayne (Mr. Clary)

## Never Trust a Naked Martian
- Prima televisiva: 9 maggio 1965

### Trama
- Guest star: Bob Jellison (Mister Dinkle)

## Martin's Favorite Martin
- Prima televisiva: 16 maggio 1965

### Trama
- Guest star: Michael Barrier (Charles Bradley), Kim Tyler (Gerald Farrow), Olan Soule (Daniel Farrow), Linda Evans (Sally Farrow)

## The Martian's Fair Hobo
- Prima televisiva: 23 maggio 1965

### Trama
- Guest star: Hap Holmwood (Control Engineer), Amzie Strickland (Jenny Holbrook), Guy Marks (Shorty Smith), Johnny Jacobs (lettore notiziario)

## A Martian Sonata in Mrs. B's Flat
- Prima televisiva: 30 maggio 1965

### Trama
- Guest star: Carol Worthington (Tall Lady), Dorothy Keller (Short Lady), Mona Bruns (Mrs. Wooster), Lillian Culver (Plump Lady), Robin Watts (Pretty Girl), Leon Belasco (Ilya Politnikoff)

## The Green-Eyed Martian
- Prima televisiva: 6 giugno 1965

### Trama
- Guest star: Henry Corden (Mr. Sanders), Owen Bush (postino), Jon Silo (Ice Cream Man)

## El Señor from Mars
- Prima televisiva: 13 giugno 1965

### Trama
- Guest star: Dan Seymour (capo della polizia), Bernie Kopell (Senor Pepe Lopez)

## Time Out for Martin
- Prima televisiva: 20 giugno 1965

### Trama
- Guest star: William Baskin (Basil), Anthony Eustrel (King John), Anne Wakefield (Duchess of Brimstone), Jesse Wayne (Swordsman)

## Portrait in Brown
- Prima televisiva: 27 giugno 1965

### Trama
- Guest star: Herb Andress (Mechanical Man), William Baskin (Akbar), Lisa Seagram (Felicia Fratoli), Harvey Lembeck (Rembrandt Jones)